# Emil von Sydow

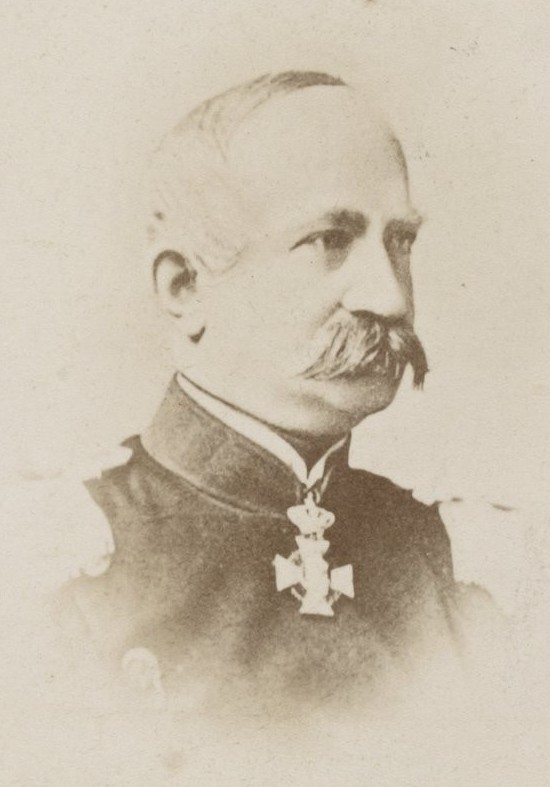
Emil von Sydow, 1873

Theodor Emil von Sydow (* 15. Juli 1812 in Freiberg; † 13. Oktober 1873 in Berlin) war ein preußischer Offizier, Geograph und Kartograf.

## Leben
Seine Eltern, Friedrich von Sydow (1780–1845), ein erfolgreicher Offizier in den Napoleonischen Kriegen, und seine Mutter Wilhelmine, geb. von Criegern (1789–1867) wirkten nach dem Abschied des Vaters vom Militär als angesehene Schriftsteller.
Als Lehrer an der Kadettenschule in Erfurt 1832 bis 1843 für die Fächer Taktik, Fortifikation, Geographie und Terrainkunde experimentierte Sydow mit der Farblithographie für Wandkarten bis zur Produktionsreife. Damit setzte er die Regionalfarben Grün für Tiefland, Braun für Gebirge und Schwarz für Netz und Schrift in der Kartengestaltung durch, später ergänzt um Blau für Gewässer. Die Ergebnisse überzeugten den Verleger Justus Perthes in Gotha, Pädagogen äußerten sich begeistert, und rasch folgten seit 1838 Erdteilkarten und Länderkarten, v. a. für den Schulunterricht. Diese von ihm begründete Farbgebung, die die Bodengestalt der Erdoberfläche markant deutlich macht, wird bis heute bei „physischen Karten“ in Atlanten und (Schul-)Wandkarten verwendet, oder auch bei der Wetterkarte im TV. Um 1842 beginnt nach den gleichen Grundsätzen die Entwicklung des Methodischen Hand-Atlas für das wissenschaftliche Studium der Erdkunde …. 1843 wurde Sydow wegen seiner pädagogischen Befähigung in die „Ober-Militär-Examinations-Commission“ in Berlin berufen. Zur Nutzung seiner bedeutenden kartentechnischen und kartengestalterischen Innovation trat Sydow 1855 in den Verlag ein und brachte in rascher Folge seine Kartenwerke auch in Schwedisch, Russisch und Italienisch heraus. Ab 1888 wurde dieser Atlas von Hermann Wagner und anderen unter dem Titel Sydow-Wagners Methodischer Schulatlas neu bearbeitet und bis zur 23. Auflage im Jahr 1944 fortgeführt. Emil von Sydow wurde auch als Begründer der methodischen Schulkartographie bezeichnet.
Aus der Gothaer Schaffensperiode stammen zwei bedeutende Schriften zur Kartographie. Die Drei Karten-Klippen verallgemeinern das Wissen um die Projektion der Kugeloberfläche auf die Karte, die Darstellung der dreidimensionalen Erdoberfläche auf das zweidimensionale Papier und die Auswahl und Generalisierung der Kartenobjekte, Grundfragen, mit denen Sydow wegweisend wurde. Der kartographische Standpunkt Europas … analysiert in 12 Aufsätzen die in den europäischen Ländern entstandenen Kartenwerke, in denen er einen bedeutenden Beitrag zur Entwicklung der Fachsprache, einen Beitrag zur Kulturgeschichte leistet, aber auch zur militärkartographischen Aufklärung.
Helmuth von Moltke beruft Sydow 1860 in den Großen Generalstab mit Vortrag in Militärgeographie und als Leiter dessen Geographisch-statistischen Abteilung. Die Berliner Schaffensperiode ist wegen Geheimhaltung verschleiert und wenig aufgehellt. Der Militärhistoriker Bernhard von Poten überliefert, dass Sydow die Ausstattung der Armee im preußisch-österreichischen und im Deutsch-Französischen Krieg mit Karten zur vollen Zufriedenheit besorgte. Dahinter verbergen sich wichtige Fragen: In welcher Auflagenhöhe wurden die Karten produziert? Nach welchen (insbes. französischen) Vorlagen kopierte die Abteilung die Karten? Wie lange vor der Kriegserklärung wurde diese Aufgabe betrieben? Seit 1865 experimentierte Sydow mit photographischen Verfahren für die Kartenreproduktion.
Ein Sohn Sydows fällt als Offizier in der Schlacht bei Königgrätz, ein zweiter in der Schlacht bei Gravelotte, ein dritter wurde schwer verwundet. Emil von Sydow stirbt an der Cholera.

## Werke
- Methodischer Hand-Atlas für das wissenschaftliche Studium der Erdkunde. 1. und 2. Abteilung. Perthes, Gotha 1842–1844. 21 colorierte Karten und Text. Davon Nachauflagen und Ableitungen.
- Wand-Atlas Nr. 3. Asia 1 : 8 Mill. Perthes, Gotha 1838. 2. Auflage 1845. 12 Sektionen in Farbe. Weitere Wandkarten folgten.
- mit H. Credner: Thüringen und der Harz. Eine orographisch-geognostische Skizze. Perthes, Gotha 1843.
- Der kartographische Standpunkt Europa's am Schlusse des Jahres 1856 mit besonderer Rücksicht auf den Fortschritt der topogr. Spezialarbeiten. In: Peterm. Mitt. 3, 1857, S. 1–24, S. 57–91. Elf weitere Berichte folgten bis 1872.
- Drei Karten-Klippen. Geo-Kartographische Betrachtung. In: Ernst Behm (Hrsg.): Geographisches Jahrbuch. Band 1. Perthes, Gotha 1866, S. 348–361.